# Route nationale 1bis (Madagaskar)
Die Route nationale 1bis (RN 1bis) ist eine 474 km lange Nationalstraße in den Regionen Itasy, Bongolava, Menabe und Melaky im Zentrum und Westen von Madagaskar. Sie zweigt bei Analavory von der RN 1 ab und führt als Alternativroute zur RN 1 in westlicher Richtung bis Tsiroanomandidy und von dort zur RN 8a bei Maintirano an der Westküste.